# Empersdorf
Empersdorf osztrák község Stájerország Leibnitzi járásában. 2017 januárjában 1369 lakosa volt.

## Elhelyezkedése

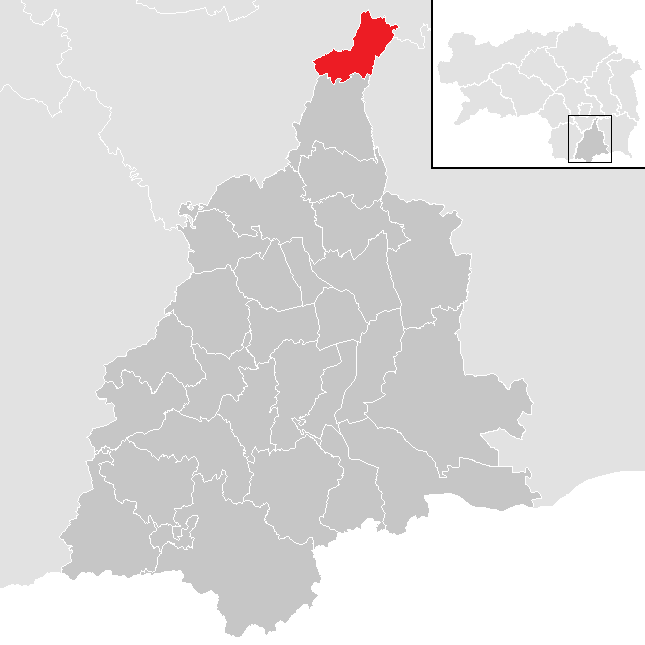
Empersdorf a Leibnitzi járásban

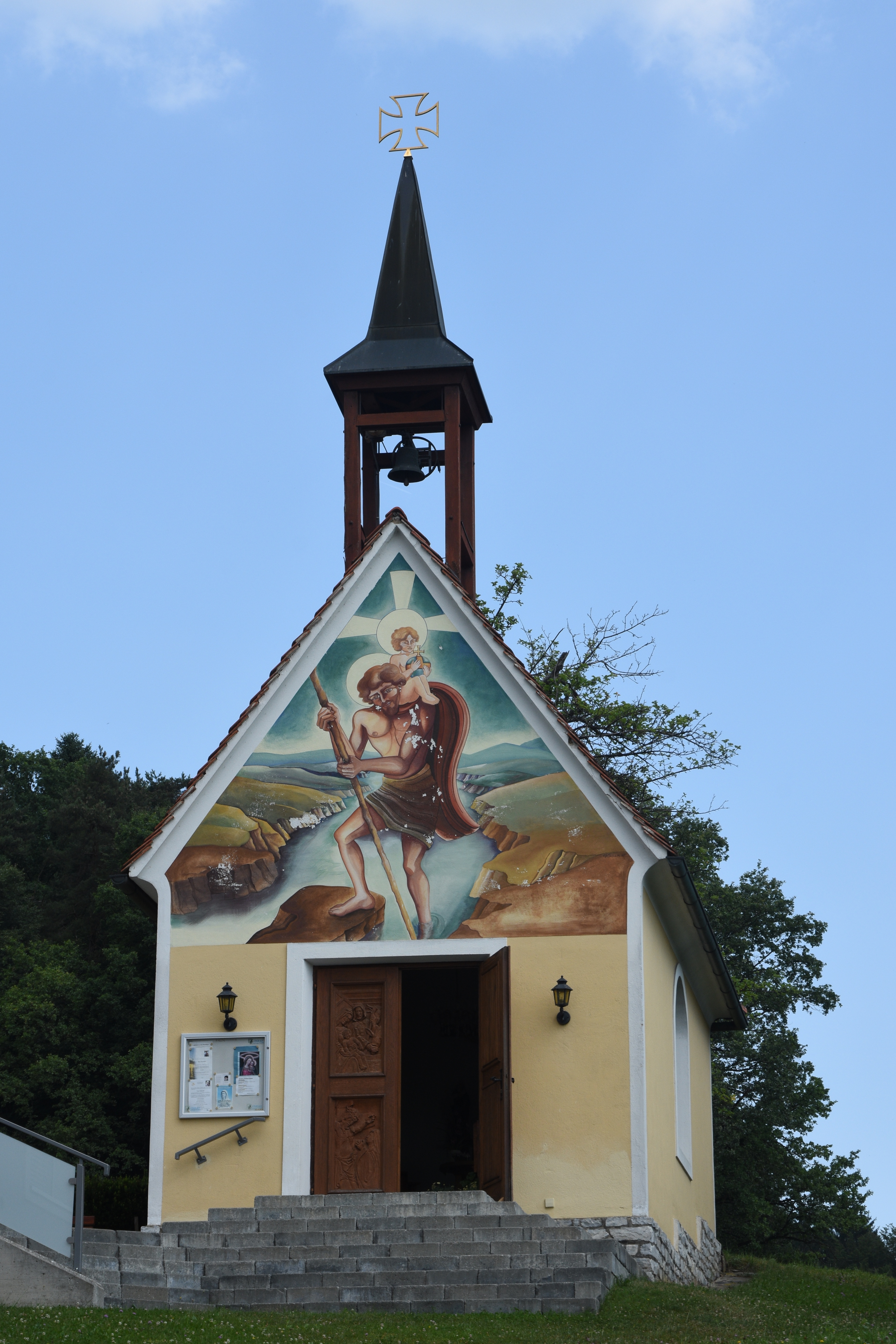
Liebensdorf kápolnája

Empersdorf a tartomány déli részén fekszik a Nyugat-Stájerország régióban. A Leibnitzi járás legészakabbra lévő települése. Az önkormányzathoz egy katasztrális községben két falu tartozik: Empersdorf (448 lakos) és Liebensdorf (879 lakos).
A környező települések: délre Heiligenkreuz am Waasen, délnyugatra Fernitz-Mellach, nyugatra Hausmannstätten, északnyugatra Vasoldsberg, északra Nestelbach bei Graz, keletre Sankt Marein bei Graz, délkeletre Pirching am Traubenberg. 

## Története
Empersdorf területe már a római időkben is lakott volt, erről tanúskodik a régészek által feltárt számos halomsír. 600 körül szlávok telepedtek meg a térségben, a 9. században pedig a magyarok terjesztették ki rá uralmukat. A település első említése 1286-ból származik, mint "Irempoltstorff". Alapítója állítólag egy bizonyos Rudolfo de Irempoltstorff volt.
A középkorban lakói jobbágyok voltak. A 14-16. század között több alkalommal pestis pusztított a vidéken. Ebben az időszakban a nemesi felkelések, sáskajárások, török és magyar megszállások miatt a falu sokat szenvedett és lakossága jelentősen visszaesett. 
A 19. század elején francia katonák pusztították el Empersdorfot. 1850-ben létrejött a községi önkormányzat. 1869-ben bevezették az általános közoktatást, 1874-ben megépült a falu temploma, 1892-ben pedig megalakult az önkéntes tűzoltóosztag. Az elektromos hálózat csak a második világháború után, 1947-ben épült ki, és tíz évvel később adták át az első nyilvános telefonállomást.

## Lakosság
Az empersdorfi önkormányzat területén 2017 januárjában 1369 fő élt. 2015-ben a helybeliek 97,1%-a volt osztrák állampolgár; a külföldiek közül 1,2% a régi (2004 előtti), 1,1% az új EU-tagállamokból érkezett. 0,3% a volt Jugoszlávia (Szlovénia és Horvátország nélkül) vagy Törökország, 0,4% egyéb országok polgára. 2001-ben 91,4% római katolikusnak, 0,6% evangélikusnak, 5% pedig felekezet nélkülinek vallotta magát. 

## Látnivalók
- Empersdorf kápolnája
- Liebensdorf kápolnája

## Fordítás
- Ez a szócikk részben vagy egészben  az   Empersdorf című német Wikipédia-szócikk ezen változatának fordításán alapul.  Az eredeti cikk szerkesztőit annak laptörténete sorolja fel. Ez a jelzés csupán a megfogalmazás eredetét és a szerzői jogokat jelzi, nem szolgál a cikkben szereplő információk forrásmegjelöléseként.